# Mahtomedi (Minnesota)
Mahtomedi es una ciudad ubicada en el condado de Washington en el estado estadounidense de Minnesota. En el Censo de 2010 tenía una población de 7676 habitantes y una densidad poblacional de 515,16 personas por km².

## Geografía
Mahtomedi se encuentra ubicada en las coordenadas 45°4′11″N 92°57′37″O / 45.06972, -92.96028. Según la Oficina del Censo de los Estados Unidos, Mahtomedi tiene una superficie total de 14.9 km², de la cual 9.03 km² corresponden a tierra firme y (39.37%) 5.87 km² es agua.

## Demografía
Según el censo de 2010, había 7676 personas residiendo en Mahtomedi. La densidad de población era de 515,16 hab./km². De los 7676 habitantes, Mahtomedi estaba compuesto por el 94.18% blancos, el 2.29% eran afroamericanos, el 0.23% eran amerindios, el 1.21% eran asiáticos, el 0.05% eran isleños del Pacífico, el 0.3% eran de otras razas y el 1.73% pertenecían a dos o más razas. Del total de la población el 1.25% eran hispanos o latinos de cualquier raza.